# Jicchak Refa’el
Jicchak Refa’el (hebr.: צחק רפאל, ang.: Yitzhak Rafael, Yitzhak Raphael ur. 5 lipca 1914 w Galicji, zm. 3 sierpnia 1999) – izraelski literaturoznawca i polityk, w latach 1961–1965 wiceminister zdrowia, w latach 1974–1976 minister spraw religijnych, w latach 1951–1977 poseł do Knesetu z list Ha-Poel ha-Mizrachi i Narodowej Partii Religijnej.
W wyborach parlamentarnych w 1951 po raz pierwszy dostał się do izraelskiego parlamentu. Zasiadał w Knesetach II, III, IV, V, VI, VII i VIII kadencji.
Został pochowany w Jerozolimie, na cmentarzu na osiedlu Sanhedria.